# 장 르 롱 달랑베르
장바티스트 르 롱 달랑베르(프랑스어: Jean-Baptiste Le Rond d’Alembert IPA: [ʒɑ̃ batist lə ʁɔ̃ dalɑ̃bɛːʁ], 1717년 11월 16일 ~ 1783년 10월 29일)는 프랑스의 수학자 · 철학자 · 물리학자 · 저술가이다.
해석역학(解析力學)의 기초를 구축하였고, 달랑베르의 원리를 세웠다. 또한 《백과전서》의 기고가이자 편집자였으며, 철학에서는 감각인식론을 취하였다. 회의론적인 철학 사상을 지녔으며, 뒤에 나타난 실증주의의 선구자가 되었다.

## 생애

### 유년
1717년 11월 16일 파리에서 사생아로 태어났다. 아버지 루이카뮈 데투슈(프랑스어: Louis-Camus Destouches, 1668~1726)는 프랑스 육군 중장이었으며, 어머니 클로딘 알렉상드린 게랭 드 탕생 생마르탱드레 남작 부인(프랑스어: Claudine Alexandrine Guérin de Tencin, baronne de Saint-Martin-de-Ré , 1682~1749)은 작가였다.
드 탕생은 달랑베르가 태어난 지 며칠 뒤 달랑베르를 (노트르담 대성당 옆에 있었으며, 1751년에 파괴된) 파리의 생장르롱 교회(프랑스어: Église Saint-Jean-le-Rond) 문턱에 포기하였으며, 달랑베르는 전통을 따라 이 교회의 수호 성인(장 르 롱 = 통통한(프랑스어: rond) 세례자 요한)의 이름을 따 명명되었다.
이후 달랑베르는 고아원에 배치되었으나, 이후 아버지 데투슈가 그를 발견하여 그는 에티에네트 가브리엘 퐁티외 루소(프랑스어: Étiennette Gabrielle Rousseau, née Ponthieux)라는 보모의 집에서 자라게 되었다. 데투슈는 달랑베르의 교육을 위해 몰래 돈을 댔으나, 공식적으로 자신의 사생아의 존재를 인정하지는 않았다.
데튜슈는 1726년에 사망하였으며, 유언에서 달랑베르에게 매년 1200 리브르의 연금을 지급하라고 적었다. 이 돈으로 12세에 달랑베르는 파리 대학교의 전신(前身)인 콜레주 데 카트르나시옹(프랑스어: Collège des Quatre-Nations)에 입학하였다. 이 학교는 얀센주의 가톨릭 신부들이 운영하였다. 여기서 달랑베르는 가톨릭 신학을 공부하였으나, 달랑베르는 이를 별로 좋아하지 않았다고 한다. 1735년에 학사 학위를 받고 졸업하였다.
이후 달랑베르는 법학을 공부하여 1738년에 변호사의 자격을 취득하였다.

### 성년
1739년 7월에 최초로 수학 논문을 발표하였으며, 여기서 당시 표준 수학 교재의 몇몇 오류를 지적하였다. 1740년에 유체 역학에 대한 논문을 발표하였다. 1741년 미적분학에 관한 저술을 발표하였으며, 1742년에 프랑스 과학 아카데미의 회원이 되었다. 1743년 《역학편》을 저술하여 유명해졌다.
1740년대 후반부터 《백과전서》의 저술에 참여하였으며, 서론과 수학 항목을 담당하였다. 1754년에 아카데미 프랑세즈의 회원이 되었다. 그러나 1757년에 《백과전서》의 서술과 관련한 신학 논쟁에 휘말려, 《백과전서》와 관계를 끊었다.
달랑베르는 여러 살롱에 참여하였으며, 특히 마리 테레즈 로데 조프랭(프랑스어: Marie Thérèse Rodet Geoffrin) · 마리 안 드 비시샹롱 뒤 데팡 후작 부인(프랑스어: Marie Anne de Vichy-Chamrond, marquise du Deffand) · 잔 쥘리 엘레오노르 드 레스피나스(프랑스어: Jeanne Julie Éléonore de Lespinasse, 1732~1776) 등의 살롱에 자주 참석하였다.

### 말년
1765년에 드 레스피나스와 동거하게 되었으나, 그 둘 사이의 관계는 친구 내지 플라토닉 러브라고 한다. 드 레스피나스는 자크 안투안 이폴리트 기베르 백작(프랑스어: Jacques Antoine Hippolyte, Comte de Guibert)을 사랑하였으나, 기베르 백작은 1775년에 다른 여자와 결혼하였다. 이로 인해 드 레스피나스는 우울증에 빠져 건강을 급격히 잃게 되었으며, 1776년에 달랑베르의 곁에서 43세의 나이에 사망하였다.
달랑베르는 방광의 염증으로 인해 1783년 10월 29일 파리에서 사망하였다. 그는 불가지론자였으므로, 아무런 묘비도 없고 위치도 알려지지 않은 익명의 묘에 매장되었다.

## 저서
- D’Alembert, Jean Le Rond (1739). 《Mémoire sur le calcul intégral》 (프랑스어).
- D’Alembert, Jean Le Rond (1743). 《Traité de dynamique, dans lequel les loix de l’equilibre & du mouvement des Corpos ſont réduites au plus petit nombre poſſible, & démontrées d’une maniere nouvelle,  & où l’on donne un Principe général pour trouver le Mouvement de pluſieurs Corps qui agiſſent les uns fur les autres, d’une maniere quelconque》 (프랑스어) 1판. 파리: Chez David l’aîné.
- D’Alembert, Jean Le Rond (1758). 《Traité de dynamique, dans lequel les loix de l’équilibré & du mouvement des Corpos ſont réduites au plus petit nombre poſſible, & démontrées d’une maniere nouvelle,  & où l’on donne un Principe général pour trouver le Mouvement de pluſieurs Corps qui agiſſent les uns fur les autres d’une maniere quelconque》 (프랑스어) 2판. 파리: Chez David.
  - 《역학편》
- D’Alembert, Jean Le Rond (1752). 《Élémens de musique, theorique et pratique, suivant les principes de M. Rameau》 (프랑스어). 파리: Chez David l’aîné, Chez le Breton, Chez Durand.
  - 《음악 원리》
- D’Alembert, Jean Le Rond (1759). 《Essai sur les éléments de philosophie》 (프랑스어).
  - 《철학 원리》

이 밖에도, 《백과전서》의 저술에 참여하였다.
- 《역학편》 1판
- 《역학편》 2판

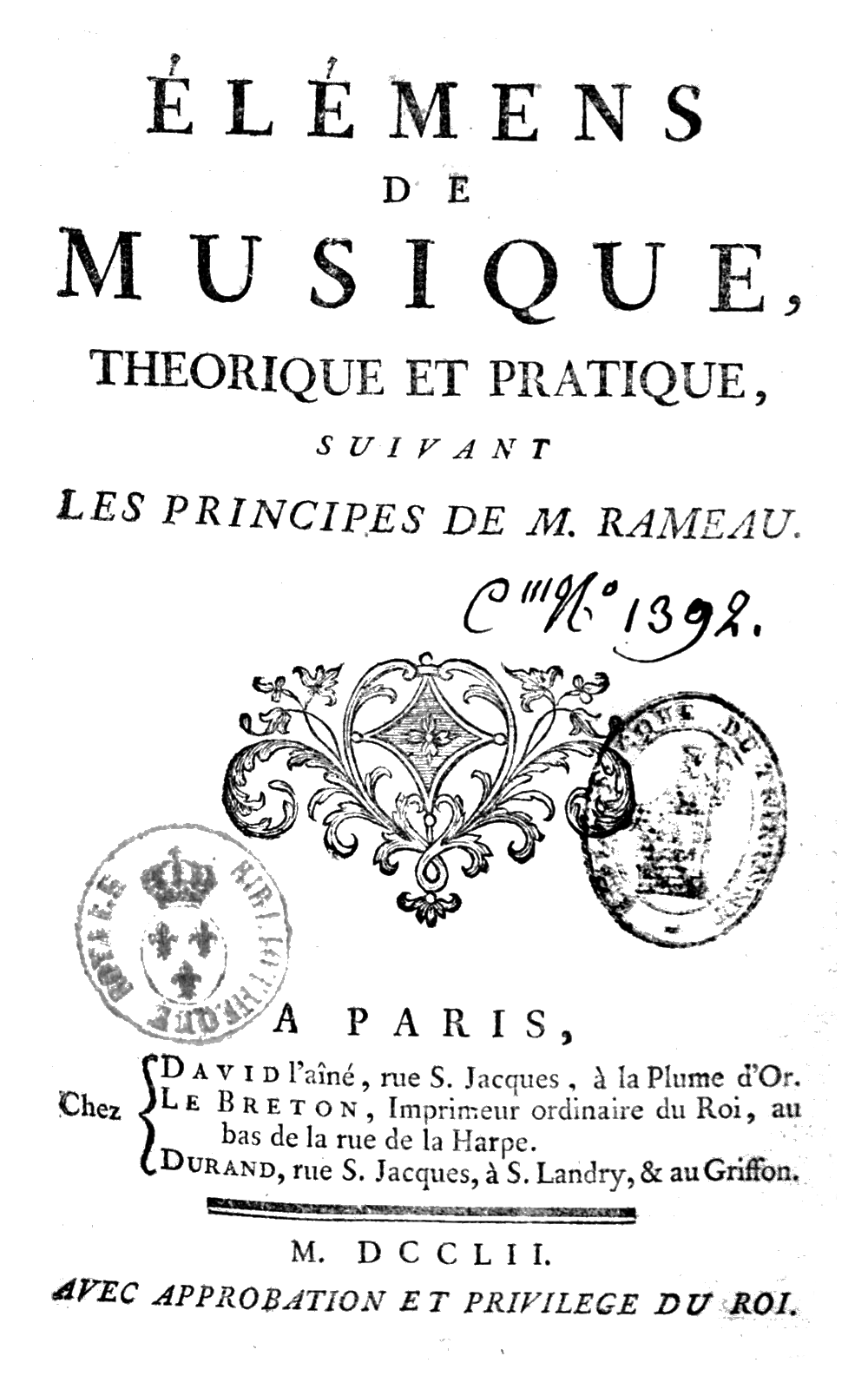
《음악 원리》

## 참고 문헌
- Bernard, Jonathan W. (1980). “The Principle and the Elements: Rameau’s controversy with D’Alembert”. 《Journal of Music Theory》 (영어) 24 (1): 37–62. ISSN 0022-2909. JSTOR 843738.
- Grimsley, Ronald (1963). 《Jean d’Alembert》 (영어). Oxford University Press.
- Hankins, Thomas L. (1990). 《Jean d’Alembert: science and the Enlightenment》 (영어). Gordon and Breach. ISBN 978-2-88124-399-8.
- 이 문서에는 다음커뮤니케이션(현 카카오)에서 GFDL 또는 CC-SA 라이선스로 배포한 글로벌 세계대백과사전의 내용을 기초로 작성된 글이 포함되어 있습니다.